# Сузана Кубелка
Сузана Кубелка (на немски: Susanna Kubelka) е австрийска писателка на произведения в жанра любовен роман, еротична литература и чиклит. Тя е сестра на режисьора на експериментални филми Петер Кубелка.

## Биография и творчество
Сузана Кубелка е родена през септември 1942 г. в Линц, Австрия. След завършване на гимназията работи като учителка в начално училище. Омъжва се за англичанин и в продължение на 4 години живее и работи във Франция и Австралия. Впоследствие следва английска филология и завършва докторат през 1977 г. на тема за начина на изобразяване на жените в английския роман от XVIII век. После три години работи като журналист и редактор във виенския вестник Die Presse в областта на интервюта със знаменитости от политиката, културата и обществото.
Първият ѝ роман „Жената над четиридесет: Светът принадлежи на зрялата жена“ е издаден през 1980 г. В книгата представя примери от историята и от съвременния живот, чрез които се възправя срещу остарелите клишета и посочва силните страни и предимствата на жените в зряла възраст, свързани с реализация, обществено положение, възпитание на децата, сексуалност и външен вид, за да постави изграждане на ново женско самосъзнание. Романът постига световен успех и я прави известна.
От 1981 г., след четири години в Лондон и развода си с англичанин, живее и работи в Париж. Вегетарианка е от 1984 г. заради любовта си към животните.
Следват няколко забавни и еротични романа, повечето от които са разположени в парижката художествена среда и третират темата за любовния живот на зрелите жени, сред тях „Офелия се учи да плува“ (Ophelia lernt schwimmen) от 1987 г. и „Втората пролет на Мими Тулипан“ (Der zweite Frühling der Mimi Tulipan) от 2005 г. Книгите ѝ са преведени на 29 езика по света.
Снима се и в епизодични роли в киното.
Сузана Кубелка живее в Париж и Виена.

## Произведения
- Endlich über vierzig. Der reifen Frau gehört die Welt (1980)[1][2][3][4]
Жената над четиридесет: Светът принадлежи на зрялата жена, изд. „Петър Берон“, София (1993), прев. Ваня Пенева
Животът започва след 40 : Светът принадлежи на зрялата жена, изд.: ИК „Кибеа“, София (1999), прев. Ваня Пенева
- Ich fange noch mal an. Glück und Erfolg in der zweiten Karriere (1981)
- Burg vorhanden, Prinz gesucht. Ein heiterer Roman (1983)
- Ophelia lernt schwimmen. Der Roman einer jungen Frau über vierzig (1987)
- Mein Wien (1990)
- Madame kommt heute später (1993)
- Das gesprengte Mieder (2000)
- Der zweite Frühling der Mimi Tulipan (2005)
- Adieu Wien, Bonjour Paris (2012)